# Hans Glinz
Hans Glinz (ur. 1 grudnia 1913 w Rheinfelden, zm. 23 października 2008  w Wäderswil) – szwajcarski językoznawca, gramatyk, pedagog.

## Życiorys
W roku 1926 ukończył szkołę podstawową w Müllheim, gdzie jego ojciec był pastorem Kościoła reformowanego. W latach 1926 -1930 uczęszczał do gimnazjum w Müllheim  i Frauenfeld, a następnie do gimnazjum w Zurychu, które ukończył zdaniem matury w 1932 roku.  Po ukończeniu studium nauczycielskiego na specjalności  język niemiecki, francuski i historia na uniwersytecie w Zurychu w 1936 roku pracował jako nauczyciel w kilku szkołach w kantonie Zurych. Od 1942 studiował germanistykę i dydaktykę na uniwersytecie w Zurychu. W 1946 uzyskał stopień doktora na podstawie rozprawy Geschichte und Kritik der Lehre von den Satzgliedern in der deutschen Grammatik (opublikowana w 1947), a w roku 1949 również w Zurychu habilitował się (tytuł pracy habilitacyjnej: Die innere Form des Deutschen. Eine neue deutsche Grammatik, opublikowana w roku 1952, 6. wydanie w 1973). Do 1956 roku pracował jako nieetatowy docent (Privatdozent) na uniwersytecie w Zurychu oraz jako nauczyciel  w Rümlang. W latach 1957–1964 był na etacie profesora języka niemieckiego i dydaktyki języka  niemieckiego w Szkole Pedagogicznej Kettwig (obecnie dzielnica Essen). 1965-1979 profesor zwyczajny filologii niemieckiej w Wyższej Szkole Technicznej w Aachen/Akwizgranie.  
W roku 1979 powrócił do Szwajcarii poświęcając się badaniom z zakresu językoznawstwa i dydaktyki języków. 

## Osiągnięcia naukowe i dydaktyczne
W swojej pracy doktorskiej (Geschichte und Kritik …, 1946) dokonał krytyki teorii części zdania K. F. Beckera, który wychodził od binarnego podziału zdania (podmiot – orzeczenie, orzeczenie – dopełnienie, podmiot – przydawka itd.). Gramatyka Beckera ukazała się w latach 1836-1839, jednak jego system klasyfikacji części zdania utrzymywał się jeszcze w XX wieku. 
Okres drugi działalności naukowej Glinza (według Gerharda Helbiga) to metody strukturalno-empiryczne przedstawione w pracy Die innere Form des Deutschen. Eine neue deutsche Grammatik. Autor opowiada się za ścisłymi sprawdzalnymi metodami opisu języka, wprowadzając – niezależnie od amerykańskiej szkoły strukturalistycznej – takie metody jak substytucja (Ersatzprobe), permutacja (Verschiebeprobe) czy eliminacja (Weglassprobe). Glinz pisze: „W pewnym sensie eksperymentujemy na mechanizmie językowym jak chemik lub fizyk ze swymi materiałami lub mechanik ze swym motorem: usuwamy części, wymieniamy je, przestawiamy, dodajemy nowe itd., i obserwujemy przy tym wszystkim, co się dzieje, tzn. jak zmienia się przeżywanie znaczeń u nas i u innych … poddajemy próbom system dzisiejszego języka … na podstawie tekstu”.  Dopiero po uzyskaniu w ten sposób określonych jednostek językowych następuje ich interpretacja i przypisanie im odpowiednich treści. Nawiązujące do teorii Ferdinanda de Saussure`a metody Glinza wywarły znaczny wpływ na badania językoznawcze w Europie i zostały wykorzystane w popularnej w Niemczech i za granicą, również w Polsce, gramatyce Helbig/Buscha, gdzie części zdania wyróżniane są na podstawie testu permutacji i substytucji. Częściami zdania są te elementy zdania, które dają się samodzielnie przesuwać. Nie jest więc częścią zdania przydawka.
Późny okres działalności Glinza  to „zwrot ku gramatyce treści” Leo Weisgerbera. Za najważniejsze w języku uważa teraz językowe treści. Proponuje więc wychodzić nie od struktur formalnych a od „treści myślowych”, które są prymarnymi wielkościami duchowymi („geistige Größen eigenen Rechts°)  i nie są determinowane przez formy językowe.  
Oprócz prac gramatycznych i teoretyczno-językoznawczych Glinz publikował w Niemczech i w Szwajcarii podręczniki szkolne do nauki języka niemieckiego i innych języków. Preferował w nich metody komunikacyjne nauczania języków. 

### Inne publikacje Hansa Glinza (wybór)
- Der deutsche Satz. 6. wyd. 1970
- Die Sprachen in der Schule. Skizze einer vergleichenden Satzlehre für Latein, Deutsch, Französisch und Englisch. 2. wyd. 1965
- Ansätze zu einer Sprachtheorie. 1966
- Deutsche Syntax. 3. wyd. 1970
- Linguistische Grundbegriffe und Methodenüberblick. 3. wyd. 1971
- Grammatiken im Vergleich: Deutsch - Französisch - Englisch - Latein; Formen - Bedeutungen – Verstehen. 1994

## Nagrody i wyróżnienia
- 1961 Konrad-Duden-Preis miasta Mannheim
- 2004 doktorat honoris causa uniwersytetu w Koblencji[1]